# Cratere Albana
Albana è un cratere sulla superficie di 4 Vesta.